# 万松寺 (町田市)

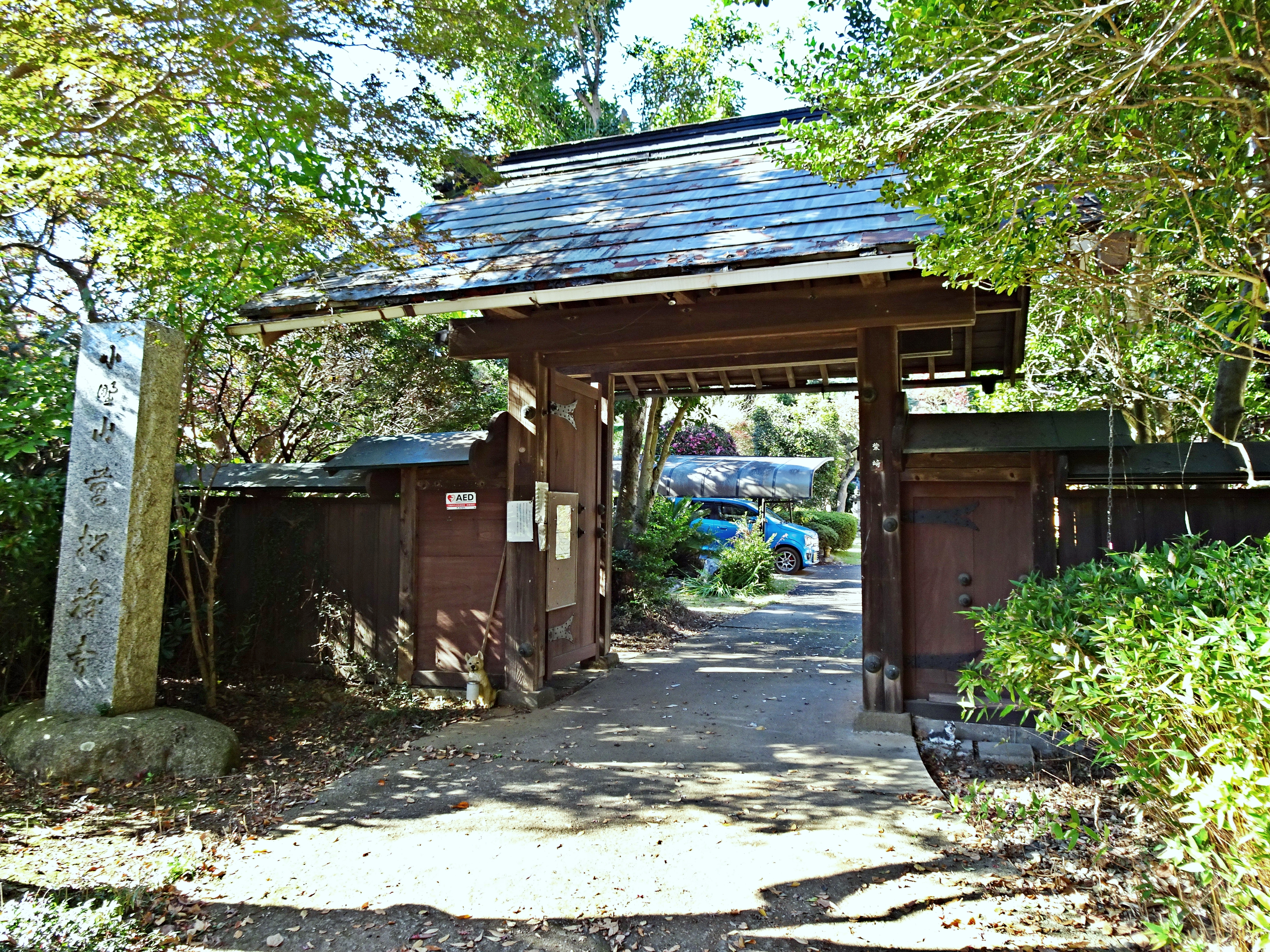
萬松寺山門

萬松寺（ばんしょうじ）は、東京都町田市にある臨済宗建長寺派の寺院。

## 歴史
1330年（元徳2年）、勅諡圓光大照禅師滅宗宗興大和尚によって開山された。その後、安土桃山時代までは戦乱のため詳細な歴史は不明となっている。1648年（慶安元年）、江戸幕府第3代将軍徳川家光より寺領7石が与えられた。
明治初期の廃仏毀釈で近くの真言宗寺院「清浄院」が廃寺となったため、宗旨は異なるが檀家の一部を受け入れている。
当寺には、病気を治すと伝えられる霊水が湧き出る井戸があり、小野小町もそのご利益に与りたいと当寺を訪れた「小野井戸伝説」がある。2022年（令和4年）には、新たに分泉が湧き出ている。

## 交通アクセス
- 路線バス小野神社前停留所より徒歩8分。